# Stanisław Kuczewski
Stanisław Kuczewski (ur. 1911, zm. 1995) – polski inżynier mechanik, konstruktor, specjalista w dziedzinie teorii i projektowania wentylatorów, profesor Politechnice Łódzkiej.
W 1937 roku ukończył studia na Politechnice Warszawskiej w specjalności lotniczej i podjął pracę w Wytwórni Silników Lotniczych w Warszawie. Po wojnie pracował w odbudowującym się przemyśle lotniczym na stanowiskach kierowniczych, biorąc udział w opracowaniu konstrukcji kilku samolotów sportowych (szkoleniowych), w tym zaprojektował 32 prototypy śmigieł do tych samolotów.
Od roku 1947 pracował na Politechnice Łódzkiej kolejno w Katedrze Aerodynamiki, potem Mechaniki, Termodynamiki i Cieplnych Maszyn Przepływowych. W roku 1949 rozpoczął 20-letnią pracę w instytucie Techniki Cieplnej w Łodzi, gdzie od 1954 roku pełnił funkcję zastępcy dyrektora ds. naukowych. Był specjalistą w dziedzinie teorii i projektowania wentylatorów. W roku 1966 otrzymał tytuł profesora. W roku 1968 odszedł z Instytutu Techniki Cieplnej i objął kierownictwo Katedry Pomp i Silników Wodnych Politechniki Łódzkiej. W 1970 roku wszedł wraz z zespołem Katedry w skład Instytutu Maszyn Przepływowych, gdzie pełnił do odejścia na emeryturę w 1981 roku stanowisko zastępcy dyrektora ds. naukowych. Z dziedziny pomp przepływowych napisał podręcznik i skrypt. Prowadził także rozległe prace w dziedzinie przekładni hydrokinetycznych. Był promotorem 15 prac doktorskich, opublikował poza wymienionymi podręcznikami 50 artykułów i opracowań dotyczących metod obliczeniowych i konstrukcji pomp, sprężarek, wentylatorów i przekładni hydrokinetycznych.

## Odznaczenia[1]
- Krzyż Kawalerski Orderu Odrodzenia Polski
- Złoty Krzyż Zasługi
- Medal Komisji Edukacji Narodowej